# Nadia Meymej
Nadia Meymej (20 de marzo de 1974) es una atleta paralímpica argelina que compite principalmente en pruebas de lanzamiento de peso y lanzamiento de disco de la categoría F56.
Compitió en los Juegos Paralímpicos de Verano 2008 en Pekín, China . Allí, ganó una medalla de bronce tanto en las pruebas femeninas de lanzamiento de bala en la categoría F57/F58 como en el lanzamiento de disco de la misma clase. 